# Papaipema regalis
Papaipema regalis là một loài bướm đêm trong họ Noctuidae.